# The Tower
El The Tower (La torre en español) es un rascacielos de 243 metros de altura situado en la carretera Sheikh Zayed Road, en el emirato de Dubái, Emiratos Árabes Unidos. Tiene 54 plantas. La torre se finalizó en 2002 y se sitúa cerca del famoso Burj Khalifa.